# Barrage de Yalvaç
Le barrage de Yalvaç est un barrage de Turquie dans le district de Yalvaç de la province d'Isparta. La rivière Sücüllü Deresi s'appelle aussi Söğütlü Deresi et Yalvaç Deresi c'est un affluent de l'Afşar Çayı qui se jette dans le lac d'Eğirdir. 